# Dionisia Amaya
Dionisia Amaya-Bonilla, también conocida como Mama Nicha, (8 de febrero de 1933 - 3 de febrero de 2014) fue una maestra y activista de la comunidad garífuna hondureña. Fue cofundadora de la organización sin fines de lucro, MUGAMA Inc., una organización de apoyo, educación y divulgación que dirigía el Centro de Defensa Mugama en Brooklyn, Nueva York.

## Biografía

### Primeros años
Amaya-Bonilla nació en La Ceiba, Honduras, en 1933. Se fue a los Estados Unidos en mayo de 1964 desde Honduras para ir a Fort Worth, Texas, donde trabajó como ama de llaves hasta que se mudó a la ciudad de Nueva York. Primero vivió en Longfellow en el Bronx hasta que se mudó al este de Nueva York. Recibió su ciudadanía estadounidense en 1977.
Después de obtener su General Educational Development Test, en 1979 Amaya recibió un B.A. con altos honores en Educación de Medgar Evers College en la ciudad de Nueva York. También obtuvo una maestría y un certificado avanzado en orientación y asesoramiento por parte del Brooklyn College.

### Trayectoria
Después de mudarse a la ciudad de Nueva York, Amaya trabajó en muchos trabajos diferentes, uno de los cuales fue con frailes franciscanos, quienes le dieron una recomendación que la llevó a un trabajo en World Book Encyclopedia, donde trabajó durante cinco años.
En febrero del 1995 Tomás Alberto Ávila y la Sra. Dionisia Amaya conversan en la Ciudad de Nueva York y concluyen que era necesario comenzar la
organización del comité de planificación. El Sr. Ávila y la Sra. Amaya deciden que la invitación a las organizaciones Garínagu, se giraría a nombre de Mujeres Garínagu en Marcha Pro-Educación, Inc. (MUGAMA)
Trabajó en la Junta de Educación de la Ciudad de Nueva York en varios puestos como maestra hasta que finalmente consiguió un empleo como orientadora. Permaneció ahí durante más de 22 años.
Fuera de su trabajo de educación y consejería, Amaya apoyó a su iglesia, la Iglesia Católica St. Mathews, para recaudar fondos en favor de su comunidad. Algunas de estas contribuciones incluyeron el huracán Fifi de 1974 que azotó Honduras y el Happy Land Fire de 1990. En 1991, la organización Mugama creó un fondo de becas en honor a un garífuna que murió en el incendio. Desde 1989 hasta su muerte, Amaya fue Ministra Eucarística en la Iglesia Lady of Mercy en Brooklyn, Nueva York.
Ayudó a organizar el Comité para el Desarrollo en Honduras (COPRODH) a mediados de la década de 1970 en respuesta directa a los hondureños afectados por el huracán Fifi y a los hondureños en los Estados Unidos. Era una defensora del valor de la educación para ayudar a su comunidad, por lo que trabajó para apoyar a los inmigrantes garífunas en su esfuerzo por aprender inglés y obtener una educación para progresar. Cabe señalar que Amaya-Bonilla fue integrante fundadora de la Federación de Organizaciones Hondureñas de Nueva York (FEDOHNY).

## Mugama
En enero de 1989, Amaya-Bonilla, Mirtha Sabio y Lydia Sacasa-Hill, entre otras, fundaron una organización llamada MUGAMA, para reconocer las contribuciones de los logros de las mujeres garifunanas. La organización se inspiró en el Día Internacional de la Mujer, en un esfuerzo por honrar a las mujeres de la comunidad garífuna. MUGAMA celebró conferencias y brindó reconocimientos dentro de la comunidad, obtuvo el estatus de organización sin fines de lucro y trabajó para ayudar a las personas a obtener su General Education Development Test e inglés como segundo idioma o lengua extranjera, y la ciudadanía estadounidense. El nombre MUGAMA proviene de Garifuna Women Marching in Action, también conocido como Mujeres en Movimiento Pro-Educación = Mujeres Garifunas en Marcha Pro-Educación, y «Garinagu» es el plural de los Garifuna. MUGAMA tenía su sede en Riverdale Osborne Towers en el este de Nueva York.
En 1991, MUGAMA fue patrocinador de la primera conferencia Intercontinental Garifuna Summit Meeting que se llevó a cabo en Medgar Evers College en Brooklyn, Nueva York. El evento fue el primero de su tipo en reunir a la gente garífuna de los Estados Unidos para tener un intercambio político y cultural de recursos y establecer una gran reunión comunitaria.

## Reconocimientos
- 12 de junio de 2003: Edolphus Towns, de la Cámara de Representantes de los Estados Unidos, honró a Amaya-Bonilla por sus contribuciones a su comunidad.[6]
- 18 de enero de 2004: El presidente del condado de Brooklyn, Marty Markowitz, proclamó el Día de Dionisia Amaya en Brooklyn.[11]
- 2009: Garifuna Coalition Award brindado a MUGAMA[12]

## Vida personal
Amaya estuvo casada con Alejandro Bonilla.
Murió en 2014 en La Ceiba, Honduras.

## Lectura complementaria
- "The Garifuna Journey." Cultural Survival Quarterly. volumen 20, número 2. 31 de julio de 1996. Página 12. ISSN 0740-3291
- Ávila, José Francisco, y Tomás Alberto Ávila. Mundo garifuna: pasado histórico, futuro brillante. Providence, RI: Milenio Latino Publishing, 2008. ISBN 978-1-928-81001-8 OCLC 666251850
- Ávila, José Francisco. Garifuna World: Garinagu's Path To The 21st Century. Providence, RI: Milenio Latino Publishing, 2008.
- Flores, Justin. The Garifuna Story Now and Then. Los Ángeles, CA: J. Flores, 1979. OCLC 5990427
- González, Nancie L. Solien. Sojourners of the Caribbean: Ethnogenesis and Ethnohistory of the Garifuna. Urbana: University of Illinois Press, 1988. OCLC 73998920
- Macklin, Catherine Lynn. Crucibles of Identity: Ritual and Symbolic Dimensions of Garifuna Ethnicity. Dissertation. Berkeley: University of California, 1986. OCLC 499098636